# IHC Antwerpen
Ice Hockey Club (IHC) Antwerpen  was een Belgische ijshockeyclub uit Antwerpen.

## Historiek
De club werd opgericht in 1942 en had als thuisbasis het sportpaleis. De club werd tussen 1956 en 1959 viermaal achtereenvolgens landskampioen.

## Erelijst
- Landskampioen[3]: 1956, 1957, 1958 en 1959
- Vice-landskampioen[1]: 1960, 1963, 1964 en 1965

## Bekende (ex-)spelers
- Walter Colfs
- Georges Hartmeyer
- Jacques Moris
- Gentil Noterman
- Lucien Verstrepen